# La Barillette
La Barillette ist ein 1528 m ü. M. hoher Berg im Schweizer Jura oberhalb von Nyon. Geographisch gehört er zum La-Dôle-Massiv, seine Kuppe ist dem La Dôle östlich vorgelagert.
Er ist bis zum Gipfel bewaldet. Unterhalb des Gipfels befindet sich ein Restaurant.
Früher gab es einen Skilift, der von Saint-Cergue aus die Pisten erschloss, heute kann man deren Reste erkennen, weil es dort nur jüngere Vegetation gibt.
Der Ausblick vom Gipfel reicht bis zum Genfersee und bis in die Savoyer Alpen.

## Sport
Das Gebiet ist ein beliebtes Sportgelände für Bergwandern, den Fahrradsport (Mountainbiker und Rennfahrer), als Radstrecke für den Triathlon sowie für Paragliding.

## Sendestation »La Dôle«
Auf dem Berg befindet sich die von der Swisscom betriebene Sendeanlage »La Dôle«. Neben Richtfunk und anderen Dienstleistungen werden von hier analoge (UKW) und digitale (DAB+) Radioprogramme sowie digital terrestrische TV-Programme ausgestrahlt. Der 1958 errichtete Turm wurde nach 60 Jahren Betriebszeit am 24. Mai 2018 gesprengt. Der 122 Meter hohe Sendeturm war rund 97 Tonnen schwer. Sein Ersatzturm ist seit Herbst 2017 in Betrieb.